# Ion Corcimaru
Ion Corcimaru (n. 22 mai 1938 – d. 23 octombrie 2022) a fost un medic moldovean, specialist în terapie, membru corespondent al Academiei de Științe a Moldovei. 
La data de 26 august 2008, președintele Republicii Moldova, Vladimir Voronin, i-a acordat titlul de „Laureat al Premiului de Stat” pe anul 2008 lui Ion Corcimaru, membru corespondent, doctor habilitat în științe medicale, profesor universitar, pentru ciclul de lucrări „Noi tehnologii în combaterea cancerului” .